# Metrodorea flavida
Metrodorea flavida är en vinruteväxtart som beskrevs av Kurt Krause. Metrodorea flavida ingår i släktet Metrodorea och familjen vinruteväxter. Inga underarter finns listade i Catalogue of Life.